# Свін Кеш
Свін Кеш (англ. Swin Cash; нар. 22 вересня 1979) — американська баскетболістка, олімпійська чемпіонка.

## Виступи на Олімпіадах
| Олімпіада   | Дисципліна | Місце |
| ----------- | ---------- | ----- |
| Афіни 2004  | баскетбол  | 1     |
| Лондон 2012 | баскетбол  | 1     |